# 伝説のポケモン (ポケットモンスターSPECIAL)
伝説のポケモン （でんせつのポケモン）では、漫画『ポケットモンスターSPECIAL』に登場する伝説のポケモン を紹介する。便宜上、幻のポケモン（まぼろしのポケモン）、ウルトラビーストについても記載する。

## 概要
各地方において、伝説や神話上で語られる伝説のポケモンと、僅かな文献でしか語られず、存在さえも不確かとされている幻のポケモンは、作中の登場人物や悪の組織・勢力との戦いにおいて重要な立場に置かれている。デオキシス、ゲノセクト、コスモッグを除いて世界に1匹しか存在せず、ゲームでは作品をまたいで別個体で登場する伝説のポケモンも多いが、本作品では反映されない。
伝説のポケモンの力はいずれも強力であり、悪の組織の戦力にされたり、フロンティアブレーンのリラ・ジンダイ・クロツグといった実力派、またはレッド・ブルー・クリスタル・ルビー・エメラルド・ダイヤモンド・ブラック・ラクツ・ワイ・サン・ムーン等、若くも図鑑所有者に選ばれる程の才能溢れる者でなければ、扱うのは極めて困難である。一方でスイクン・ラティオス・ラティアス等の様に高い知性を持ち自分の意思を人間に伝える事ができる者も多く、自ら人間に協力する例外もある。
幻のポケモンは上記とは別格であり、例として自分からトレーナーといる事を決めたり、特別な機械で制御するなどの僅かな場合を除きいずれのポケモンも並大抵の者には従わず、また制御する事もできない。

## 伝説のポケモン

### カントー地方
フリーザー
タイプ：こおり / ひこう
特性：プレッシャー
技："かぜおこし"・"ゴッドバード"・"ふぶき"・"れいとうビーム"
第1章・第3章で登場。
ふたご島に生息する伝説の鳥ポケモン。ビルの一部屋を瞬時に凍りつかせる程の氷の力を持ち、敵だけを狙い分けて凍らせることもできる。戦闘を好まず、敵の存在を感じた時には、自らを氷の中に封じ込める。
ロケット団に狙われて氷の中に閉じ籠っていた。同じく自身を探していたレッドと遭遇、ギャラの体当たりで氷が砕けて逃走しようとするが、ロケット団のベトベトンに襲われたレッドを救ったことで体力を消耗し、ロケット団に捕獲された。
シルフカンパニー戦ではピンクバッジの力で制御され、キョウの命令でレッド・グリーンを圧倒。"ふぶき"でビルの壁を壊すなど、その力を見せ付けた。フロアごと氷漬けにする作戦でレッド達を苦しめるが、キョウの隙を突いたグリーンの「ビルごとリザードンに焼かせる」奇策によって敗れた。その後ジムバッジの力によってサンダー・ファイヤーと合体し「サ・ファイ・ザー」となり、ナツメの指揮の下でレッド達を圧倒したが、フシギバナに進化したレッドのフッシーを始めリザードンとカメックスの一斉攻撃に敗れ、3匹共解放されてどこかへ飛び去った。
第3章ではサンダー・ファイヤーとブルーに捕獲された状態で登場。レッドの指示の下、ウバメの森でホウオウ・ルギアと空中戦を繰り広げた。
サンダー
タイプ：でんき / ひこう
特性：プレッシャー
技："かぜおこし"・"かみなり"・"ゴッドバード"・"でんきショック"
第1章・第3章で登場。
無尽蔵の電気エネルギーを持った伝説の鳥ポケモン。無人発電所に生息していたが、ロケット団に捕獲された。シルフカンパニー戦では、マチスのでんきポケモンに電力を供給した。その無尽蔵のエネルギーによってマチスは戦いを有利に進めるが、レッドのフッシー（フシギソウ）の"はっぱカッター"で絶縁スーツと供給ケーブルが裂け、漏電した電撃を浴びて倒れた。
第3章ではグリーンの指示の下、ウバメの森でホウオウ・ルギアと空中戦を繰り広げた。
ファイヤー
タイプ：ほのお / ひこう
特性：プレッシャー
技："かぜおこし"・"ゴッドバード"・"ほのおのうず"
第1章・第3章で登場。
セキエイ高原に生息する伝説の鳥ポケモン。空を飛びながら立体的な炎の攻撃を行い、一度狙った相手は全て燃やし尽くすまで攻撃を止めない。
ロケット団に捕獲され、グレン島にてロケット団から追われるカツラと、偶然その場に出くわしたレッドの前に現れ、二人に圧倒的な力を見せ付けたが「ひみつのコハク」から復元されたプテラとの空中戦で翼を負傷し退却する。シルフカンパニーではナツメに捕獲されて登場。
第3章ではブルーの指示を受け、ウバメの森でホウオウ・ルギアと空中戦を繰り広げた。なお、第5章ではブルーが「ファイヤーを捕獲するためにナナシマを訪れた」と言う場面があり、少なくとも第3章の時点ではセキエイ高原からナナシマに生息地を変えていた事が窺える。
ミュウツー←→メガミュウツーX/メガミュウツーY
タイプ：エスパー（ミュウツー/メガミュウツーY）←→エスパー/かくとう（メガミュウツーX）
特性：プレッシャー←→ふくつのこころ（メガミュウツーX）/ふゆう（メガミュウツーY）
技："サイコウェーブ"・"サイコキネシス"・"サイコブレイク"・"じこさいせい"
第1章・第2章・第3章・第5章・第12章で登場。
ロケット団の科学者（カツラも当時加わっていた）が、採取に成功したミュウの睫毛の細胞を基盤に創り出したポケモン。ただしミュウの細胞から完全な生命体を創る事はできなかったため、カツラの細胞も移植されている。
戦闘スタイルは、1対1で戦う時は念力を収束させて"スプーン"状の武器を生み出し、大勢を相手に戦う時は"サイコウェーブ"で竜巻を発生させて敵を薙ぎ払う戦法を取る。この竜巻は中心部はとりこんだ者を万力でねじ切り、周辺部は打ち出された攻撃をビリヤードのように跳ね返す防壁となった、攻防一体の陣である。"スプーン"の方も伸縮自在で形状もフォーク型にするなど自由に変更が可能、威力もビルを両断できる程に強力。
暴走して研究所を破壊し脱走し、その後ハナダシティの外れの洞窟にてカツラとレッドと交戦。命懸けでとどめを刺そうとしたカツラに重症を負わせ、レッドの手持ちも蹴散らすが、竜巻の中心部に飛び込んだピカにより「マスターボール」で捕獲される。その後はカツラのポケモンとなり、第2章では対ワタル戦で活躍しイエローとも一時的に共闘した。
カツラ・ミュウツー双方の体に双方の細胞がある事で、マスターボールやその内部と同様の性質を持つ溶液内にいなければ、一定以上の距離・時間（約3分）を超えるとそれぞれの細胞がそれぞれの体を侵食し負担をかけてしまう、戦闘におけるタイムリミットが設けられていた。しかし年々カツラへの侵食が進行して体調不良が悪化し、第3章でエンテイの炎によって、カツラの中のミュウツー細胞が消滅したため、その呪縛から解き放たれ野生に戻り、以後リミットを気にせず戦うことができるようになった。これによりカツラとの強制的な呪縛を失ったが、忠義は変わっていない。また第12章で習得したメガシンカはカツラとの特殊な関係性のため、「戦闘中に持ち物を交換することでメガシンカの姿も変更できる」という普通のメガシンカではありえない能力を発現している。ただし通常のポケモンよりトレーナーとのシンクロが強いため、カツラがダメージを受けるとメガシンカが解けてしまうという弱点がある。
第5章で再登場し、この時には、テレパシーで人間と会話する能力を身に付けていた。しかし、基本的に人間を信用していないため、その能力を行使するのは主人のカツラ・己を捕獲したレッド・共に戦ったイエローの3人のみである。例外として、敵であるサカキとトレーナータワーの中では作戦のリーダーであるグリーンに対して使用した。性別は科学的には不明とされているが、テレパシーによれば一人称は「オレ」であり、男性的な口調で話す。
第5章ではナナシマに現れ、連戦で手持ちが消耗していたレッドに共闘を持ちかけ、ロケット団やデオキシスと交戦した。終盤でダークライと衝突し、唯一石化を免れたサキを追撃するも、振り切られる。
その後の経緯はしばらく不明だったが、第12章で再登場。詳細は不明だがカロス地方に渡りポケモンの村に身を寄せており、カツラと共に村のポケモンを守りながら暮らしていた。しかしカツラが少し村を離れているうちに現れたフレア団によってポケモン達が最終兵器のエネルギー源にされそうになった事に激怒し、暴走して敵を壊滅させフラダリをも苦戦させた。メガシンカを使い分けてジガルデと戦ったがカツラが意識を失い戦闘続行不能となった。
2011年に行われた公式人投票のポケモン部門では伝説・幻のポケモンでは最高の3位にランクインした。

### ジョウト地方
ホウオウ
タイプ：ほのお / ひこう
特性：プレッシャー
技："せいなるほのお"
第1章（シルエットのみ）・第3章に登場。
約150年前、エンジュシティで起きた大火事で命を落とした3匹のポケモンを蘇らせた。この3匹がスイクン・エンテイ・ライコウである。
口から火炎弾を放つほか、炎の輪で敵の動きを封じる事ができる。「仮面の男」の元ではルギアの空気弾とほぼ同時に火炎弾を発射する事で威力を増幅させ、桁外れの瞬間的爆発力を生み出した。
オーキド博士の回想でシルエットとして登場した鳥ポケモンの正体で、第3章で正式に登場。9年前、ルギアと共に「仮面の男」に捕獲され、ブルーやシルバーを始めとしたトレーナーとしての能力が高い子供達（通称「マスクド・チルドレン」）を連れ去る事件を起こした。
スイクン・エンテイ・ライコウの力で一旦は解放されるが、ポケモンリーグ当日、エンジュシティに帰還した際に再び「仮面の男」に捕獲され、セキエイ高原で同じく捕獲されたルギア共々ゴールド達に襲い掛かった。ウバメの森の攻防ではカリンの指示の下でレッド達を追い詰めたが、全国各地から送られて来たトレーナーのポケモンの温かい思いに触れて再び悪しき呪縛から解放された。
ルギア
タイプ：エスパー / ひこう
特性：プレッシャー
技："エアロブラスト"
第2章（シルエットのみ）・第3章に登場。
口から吐く空気弾"エアロブラスト"がメインの攻撃手段で、ただの息吹きでありながら一発で小型船を半壊させる破壊力を持つ。だがあくまでも「空気」なので大気が供給されない水中では使用不能となり、口の開閉を封じられると発射できない欠点がある。また、巨大客船を風船のように軽々と浮かばせる強大な念力も使う。
第2章の終盤ではシルエットのみ登場し、「ポケモンの楽園」の建設を目論むワタルが切り札として、カントーのジムバッジの力で呼び覚ます。能力はワタルの話では高い破壊の力を持っているらしい。計画では増幅器からエネルギーを吸収し、翼の一振りで四天王軍をバッジの影響下に置いて人間からポケモンを解放する予定だったが、図鑑所有者の「気」を受けてピカが放った"100まんボルト"でエネルギーを吹き飛ばされた。この時、「破壊の力」はイエローの不思議な力で「与える力」へ変化し、カントー本土まで降り注いで荒れ果てていた大地を緑化させた。
ワタルの敗北後は、レッドの話によれば西へと飛び去って行ったらしい。
第3章で判明するがその正体こそがルギアでありこの章で姿も判明した。
セレビィ捕獲を目論む「仮面の男」に目をつけられており、棲み処のうずまき列島で襲撃を受ける。我を忘れて暴れまわり、3人の図鑑所有者によって動きを止められクリスタルに捕獲されたかに思われたが、一瞬早く「仮面の男」に捕獲される。その後はホウオウと共にセキエイ高原で暴れ、ウバメの森でもイツキの指示でシルバーを苦しめるが、最終的には全国から転送されて来たトレーナーのポケモンの温かい思いに触れて呪縛から解放された。
スイクン
タイプ：みず
特性：プレッシャー
技："あまごい"・"オーロラビーム"・"かぜおこし"・"しろいきり"・"ハイドロポンプ"・"バブルこうせん"・"みきり"・"ミラーコート"
第3章・第9章に登場。
生き返らせてくれたホウオウに忠誠を誓ういわば「ホウオウ親衛隊」の1匹。ミナキが長年追い続けていて、第9章でも彼に追い求められている。
汚れた水を清める能力を持ち、また水晶壁という最強の結界を張る能力を有し、完成するとスイクン自身と「とうめいなスズ」を持つ者以外は中に入る事も出る事もできなくなる。スイクン達3匹の共通点として全力を出すと高密度のエネルギーフィールドが発生してトレーナーは呼吸もできなくなるため、「仮面の男」の決戦時は3匹に指示を出す3人はカツラが作った小型の酸素ボンベでカバーし、更にみず技の威力を上げる「しんぴのしずく」を渡される。
みずだけでなくこおりやひこうタイプの技も得意とし、ジムリーダー達との対決の中で様々な能力を発揮している。霧と氷の鏡を作り出して相手を惑わし、水蒸気を刃物のように凍結させて"かぜおこし"で撃ち出す事で相手を切り裂き、角を輝かせて放つ"オーロラビーム"は破壊不可能とされたツクシのキャプチャーネットを破る程の威力で、"バブルこうせん"は「スーパーボール」や人間、ポケモンの動きを止める。
かつて、主であるホウオウを呪縛から解放するため戦いを挑み、解放には成功したが自分達はやけた塔の「時間のはざま」に封印された。9年後、「にじいろの羽」と「ぎんいろの羽」を所持していたイエローによって偶然封印が解かれると、共闘するトレーナーを求めてジョウト各地を巡る。最初にバトルタワー建設中のアサギシティでクリスタルの前に現れ、事故で流出した工事の廃液と汚れた海を清めた後、フスベシティのりゅうのあなでイブキと戦い、ハヤテとシジマ・マツバ・ツクシ・アンズ・ハヤトの前に次々と現れ戦う。その後、トージョウの滝でカスミと戦い、みずのエキスパートである事と滝に呑まれていたクラブを助けた事からスタちゃん（スターミー）の「星しるべ」でこれから起きつつある悪事を知らせ、立ち向かうためカスミをパートナーとして共闘する。しかし「仮面の男」の戦いでゴースの"のろい"を受けて消耗し、更にカスミの負傷によりクリスタルをパートナーに最終決戦の地・ウバメの森へ向かいホウオウが解放されると再び去って行った。
ライコウ
タイプ：でんき
特性：プレッシャー
技："かみなり"・"スパーク"・"でんきショック"
第3章・第6章・第13章に登場。
「ホウオウ親衛隊」の1匹。リニアを逆走させたり、ポケモン転送システムを復旧させる程の強力な電力を宿し、背から発生させた雨雲から強力なでんき技を繰り出す事ができる。
「仮面の男」からホウオウを解放するため、でんきタイプのエキスパートであり、リベンジを目指していたマチスと共闘。でんき技の威力を上げる「じしゃく」を渡される。最終決戦ではゴールドをパートナーに選び、ピチュ（ピチュー）に電気の力を託した。
第6章以降はリラの手持ちポケモンとして登場する。第3章を見る限りかなりの知性を持っているはずだが、なぜか明らかに甲冑の男（ガイル）に操られていると解るリラの命令に従いエメラルド達に襲い掛かる等、トレーナーに従順な一面も見せた。終盤ではゴールドやその能力を受け継いだピチュ達と再会している。
第13章でもリラの主力として新生マグマ団・アクア団を蹴散らしている。
エンテイ
タイプ：ほのお
特性：プレッシャー
技："だいもんじ"・"ふみつけ"
第3章に登場。
「ホウオウ親衛隊」の1匹。生命エネルギーを与える「命の炎」の持ち主で、これによって悪しき細胞だけを焼き切る事もでき、カツラはミュウツーの細胞の侵食から解放された。また普通のほのおポケモンの火炎では溶けても自動的に再生するヤナギの永久氷壁すら溶かしきる特別な炎も操る。
「仮面の男」に敗れていかりの湖に沈んだゴールドとシルバーを助け出し、うずまき列島へと連れていき目を覚ますまで見守っていた。「仮面の男」からホウオウを解放するため、ほのおタイプのエキスパートであるカツラに力を貸していた。決戦時にはほのお技の威力を上げる「もくたん」を渡される。最終決戦ではシルバーをパートナーに選んだ。

### ホウエン地方
レジロック・レジアイス・レジスチル
タイプ：いわ（レジロック） / こおり（レジアイス） / はがね（レジスチル）
特性：クリアボディ
技："ばかぢから"
第4章・第6章・第13章に登場。
暴走するグラードン・カイオーガの破壊活動を食い止めるため、ホウエン地方の四天王とダイゴが目覚めさせた。しかし破壊活動が終わった後、ダイゴの死亡により、ミクリ達を置いて飛び去っていった。
第6章では力を使い果たして彷徨っていたが、エニシダが修復した石版を持ったジンダイに捕獲された。ホウエン四天王とミクリ・ダイゴのダブルチャンピオン6人で操れた3匹をジンダイが自在に命令できているのは石版の力と先の騒動で力を使い果たして弱体化しているためだと思われる。個々の技はジンダイの項を参照。
第9章ではクロツグがレジギガスを目覚めさせるためにジンダイから一時的に借りていたことが明かされる。
ゲーム本編では3体の高さの平均が1.8mにも拘らず、本作では巨大怪獣並みの大きさで描かれている。
グラードン←→ゲンシグラード
タイプ：じめん←→じめん / ほのお
特性：ひでり←→おわりのだいち
技："かみなり"･"がんせきふうじ"・"だんがいのつるぎ"
第4章・第13章に登場。
ホウエン地方に伝説として語り継がれてきた「超古代ポケモン」の1匹。海底洞窟で眠りに就いていたが、大地の拡大を企むマグマ団によって目覚めさせられ、ヒワマキシティ地中より出現。「ひでり」による災害を起こしながら、かつてカイオーガと戦ったルネシティを目指し驀進した。
「紅色の宝珠」を介してグラードンを操ることはできるが、それには相当の精神力が必要になる。
最終決戦の後はえんとつ山の地下で再び眠りに就き、フエンの温泉を復活させた。
第13章にてフーパのリングから再び出現、マツブサが持つ宝珠に秘められた自然エネルギーを吸収してゲンシカイキを果たす。全身から発する高熱に加え、カイオーガの能力との相乗効果で膨大な水蒸気が発生し、莫大なエネルギーを周囲にまき散らすため、伝説のポケモンであるラティアス・ラティオスですら容易には近寄れない。圧倒的な力で図鑑所有者達を一蹴したのち、マツブサと共に専用技の"だんがいのつるぎ"を習得するため流星の里で修行し、フーパのリングを勝手に通り抜けて120番道路で先遣の大型隕石を迎撃、破壊に成功するも無数の破片に打ちのめされマツブサの消滅に伴い活動を停止した。
なお、ゲーム本編では高さは3.5mと設定されているが、本作ではより強大さをイメージさせるためか、巨大怪獣並みの大きさで描かれている。
カイオーガ←→ゲンシカイオーガ
タイプ：みず
特性：あめふらし←→はじまりのうみ
技："こんげんのはどう"・"めいそう"
第4章・第13章に登場。
「超古代ポケモン」の1匹。海底洞窟で眠りに就いていたが、海の拡大を企むアクア団によって目覚めさせられ、ホウエン地方ポイントH68地点洋上（すてられ船近辺）より出現。「あめふらし」による豪雨と洪水などの災害を起こしながら、かつてグラードンと戦ったルネシティを目指して邁進した。
「藍色の宝珠」を介してカイオーガを操ることはできるが、それには相当の精神力が必要になる。
最終決戦の後は海底洞窟に帰り、再び眠りに就いた。
また第6章ではガイルの願いによって、「海の魔物」というカイオーガに酷似した巨大生物がジラーチの能力で生み出され、バトルフロンティアを海に沈めかけた。
第13章にてフーパのリングから再び出現、アオギリが持つ宝珠に秘められた自然エネルギーを吸収してゲンシカイキを果たす。呼び寄せる豪雨に加え、グラードンの能力との相乗効果で膨大な水蒸気が発生し、莫大なエネルギーを周囲にまき散らすため伝説のポケモンであるラティアス・ラティオスですら容易には近寄れない。圧倒的な力で図鑑所有者達を一蹴したのち、アオギリと共に専用技の"こんげんのはどう"を習得するため流星の里で修行し、フーパのリングを勝手に通り抜けて120番道路で先遣の大型隕石を迎撃、破壊に成功するも無数の破片に打ちのめされアオギリの消滅に伴い活動を停止した。
なお、ゲーム本編では高さは4.5mと設定されているが、本作ではより強大さをイメージさせるためか、巨大怪獣並みの大きさで描かれている。
レックウザ←→メガレックウザ
タイプ：ドラゴン / ひこう
特性：エアロック←→デルタストリーム
技："ガリョウテンセイ"・"でんげきは"
第4章・第13章に登場。
「超古代ポケモン」の1匹。普段はオゾン層の中を飛び続けており、身体は常にオゾンに包まれている。隕石を主食とし、体内には隕石をメガストーンと同じ力にする器官を持つ。時折地に下りて休息するときはホウエン地方の空の柱やジョウト地方のうずもれの塔を使う。流星の民からは「竜神様」と呼ばれて信仰の対象となっている。
レックウザにはグラードン・カイオーガの争いを鎮める「粛正の咆哮」の力がある。
かつてポケモン協会がレックウザを制御する「翠色の宝珠」を人工的に製造するため、捕獲され研究が行われていたが、その研究の最中に起こった事故により逃げてしまう。その事件は幼いルビーが偶発させたものであるとされていたが、実は元々レックウザの解放自体が目的だったことが黒幕であったヒガナの口から明かされている。捕獲された際に絆を結んでいたシガナを失ったことから激しい怒りを抱いている。
空の柱の最上部で眠りについていたところ、センリ・ミツルによって2匹の戦いを止めるために目覚めさせられた。センリに導かれてルネシティで戦いを終わらせた後は、再び空へと飛び去っていった。
第13章ではジョウト地方に向かって飛んでいったというおばば様の目撃情報をもとにポケモン協会の研究施設跡地に向かったルビー達の前に姿を現す。フーパのリングを通ってホウエン地方に帰還し怒りにまかせてルビーを害そうとするが、説得されて落ち着きを取り戻し新たに絆を結ぶ。120番道路に落下してきた小隕石を破壊してからはしばらく姿を消していたが、グランメテオΔの接近を感じ取り、ルネシティに現れる。しかし、自身がルビーを選んだ事に納得がいかず、流星の民の手で成し遂げる事に固執したヒガナが襲撃。ルビーを攻撃して吹き飛ばし傅いて来る彼女から自身と絆を結ぶ事を要求されるも、聞き入れるはずも無く、ルビーを攻撃された事への怒りに任せて彼女を攻撃して追い払う。
その後、生きていたルビー・サファイアを連れて宇宙に向かい、12個のキーストーンの力を借りてメガシンカを果たす。習得した"ガリョウテンセイ"でグランメテオΔを砕き、その中で隕石を操っていたデオキシスも倒してルビー・サファイアと共に宇宙から帰還・「ゆうかん」な性格と見抜いたルビーからお礼の激辛ポロックを受け取って去っていた。
ゲーム本編では高さは7.0mと設定されているが、頭上に乗ったセンリなどとの比較から、やはりグラードン・カイオーガ同様に巨大怪獣並みの大きさで描かれている。
ラティアス♀
タイプ：ドラゴン / エスパー
特性：ふゆう
技："ミストボール"・"れいとうビーム"
第6章・第13章に登場。
エメラルドの友達で、「兄」であるラティオスとホウエン地方のバトルフロンティアへ連れて来た。テレパシーで会話し、エメラルドの移動要員としても手伝う。エメラルドのことを「ラルド」と呼ぶ。社交的な性格で、エメラルドの友人に対しても同等の仲間意識を持って接する。
"ミストボール"を使って姿を眩ましたり、ガラスの様な羽毛で周りの光の反射をかえて人間の姿であるように見せる事も可能（メイド・新聞記者・看護婦・チアガールなど）。
第6章のバトルフロンティアでの事件後は、エメラルドには心を許し合える友達ができ、もう役目は終わったとラティオスと「南の孤島」へ帰って行った。
第13章で再登場、星の危機を知り南の孤島を訪れたルビーに協力する事を決め、エメラルドの近くで情報収集を行っている。
2011年に行われた公式人投票のポケモン部門では伝説・幻のポケモンでは2番目の11位にランクインした。
ラティオス♂←→メガラティオス
タイプ：ドラゴン / エスパー
特性：ふゆう
技："ラスターパージ"
第6章・第13章に登場。
ラティアス同様登場初期からエメラルドの友達。テレパシーで会話し、エメラルドの移動要員としても手伝う。エメラルドのことを「ラルド」と呼ぶ。ラティアスに比べて用心深い性格。
一方が見ている光景をもう片方と、その周囲の人間に見せることができる「思念（ゆめうつし）」の能力を持ち、ウコンが甲冑の男ではないかと疑ったルビー達にラティアスが見ているウコンの様子を見せた。
第13章で再登場、ルビーに協力する事を決めて絆を結びメガシンカを成し遂げる。単独行動するルビーの話し相手にもなっており、マイペースな言動やメガシンカ時の口上などに律儀にツッコミを入れている。
ゲーム本編同様戦闘以外でもメガシンカでき、この状態でのみホウエン地方全体を見渡せる程の高度を飛行する「おおぞらをとぶ」能力を発揮できる。

### シンオウ地方
ユクシー
タイプ：エスパー
特性：ふゆう
第7章・第8章に登場。
『知識の神』と伝えられている。幼い頃にエイチ湖に訪れていたプラチナが、ベルリッツ氏とはぐれた際にユクシーの魂を見ている。
ギンガ爆弾の爆発に乗じてエイチ湖より出現しジュピターに捕獲されるも、プラチナのポケモン図鑑を差し出す代わりに解放される。その後、「やぶれた世界」でプラチナに上級SHITAPPAから渡された図鑑を返し、ギラティナ・ダークライとの戦闘を経てエイチ湖へ帰っていった。
エムリット
タイプ：エスパー
特性：ふゆう
第7章・第8章に登場。
『感情の神』と伝えられている。ダイヤは保育園児の頃、シンジ湖でパールとはぐれた際にエムリットの魂を見ている。
ギンガ爆弾の爆発に乗じてシンジ湖より出現しマーズに捕獲されるも、ダイヤのポケモン図鑑の代わりに解放される。その後やぶれた世界でダイヤに上級SHITAPPAから渡された図鑑を返し、ギラティナ・ダークライとの戦闘を経てシンジ湖へ帰っていった。
アグノム
タイプ：エスパー
特性：ふゆう
第7章・第8章に登場。
『意志の神』と伝えられている。ダイヤとプラチナがはぐれ研究員との戦闘の際に、アグノムの光によって逆転勝利する。
ギンガ爆弾を落とされたリッシ湖より出現しサターンに捕獲されるも、パールのポケモン図鑑の代わりに解放される。その後やぶれた世界でパールに上級SHITAPPAから渡された図鑑を返し、ギラティナ・ダークライとの戦闘を経てリッシ湖へ帰っていった。
ディアルガ
タイプ：はがね / ドラゴン
特性：プレッシャー
技："ときのほうこう"
第7章・第8章・第9章に登場。
『時間（宙）』を司るポケモン。大技である"ときのほうこう"は、一定の時間がループする、過去の時間が離れた未来の時間に繋がるなど、時間の流れに多大な影響を及ぼす。
第9章でアルセウスによって創造される。使命感と警戒心でギラティナを攻撃したが、ヤナギの牽制を受け、その後ギラティナがやぶれた世界へ戻ったためパルキアと共にシンオウ地方へと向かった。
第7章でアカギの2本の赤い鎖により異次元より呼び起こされ、操られるがままに本来敵対しないはずのパルキアと激戦を始める。最終的にプラチナによって解読された文献をヒントに、ダイヤ・パールの手持ちポケモンの総攻撃により赤い鎖から解放された。しかし直後に「中心」より現れたギラティナによりやぶれた世界に引き込まれてしまう。
第8章では幽閉されていたがダイヤ・アカギに助け出され、ダイヤを背に乗せてやぶれた世界から脱出し終結後にやりの柱へと帰っていった。
パルキア
タイプ：みず / ドラゴン
特性：プレッシャー
技："あくうせつだん"
第7章・第8章・第9章に登場。
『空間（宇）』を司るポケモン。大技である"あくうせつだん"は空間に歪みを生じさせ、遠近感は狂い、離れた場所へと意図せずに飛ばされる。
第9章でアルセウスによって創造される。使命感と警戒心でギラティナを攻撃したが、ワタルの牽制を受け、その後ギラティナがやぶれた世界へ戻ったためディアルガと共にシンオウ地方へと向かった。
第7章でディアルガと共に異次元より現れ、操られるがままに敵対しないはずのディアルガと交戦し、終結後にギラティナによりやぶれた世界に引き込まれた。
第8章では幽閉されていたがダイヤ・アカギに助け出され、パールを手に乗せてやぶれた世界から脱出し終結後にやりの柱へと帰っていった。
レジギガス
タイプ：ノーマル
特性：スロースタート
技："にぎりつぶす"
第7章・第8章・第9章に登場。
第9章でクロツグがジンタイから借りたレジロック・レジアイス・レジスチルを用いて目覚めさせられるも、手に負えずキッサキ神殿に解き放たれていた。第7章で、キッサキ神殿でプラチナが落としたモンスターボールに入り、プラチナの鞄の中にまぎれて付いて来た。
ディアルガ・パルキアによって生み出された「中心」に突入しようとしたダイヤ・むー（マンムー）を食い止め、ディアルガ・パルキアを一時的に押さえる活躍を見せた。
足跡を読み取ったフトマキによると、「命じられるずっとこのときを待っていた。戦う、このシンオウのため。トレーナーとともにちからをつくす」という意志と感情をもって現れ、ダイヤをトレーナーに選んだ。作中における伝説のポケモンの中では、初めての図鑑所有者のメインメンバーとなる。
第8章では「ぎー」というニックネームを付けられ、ボール内に閉じこもっていたがギラティナの襲撃に対して自ら飛び出し、プルートが繰り出したヒードランと交戦した。ギラティナの攻撃でダイヤが傷つけられ深い悲しみを覚え、パールやロトムと共闘し、やぶれた世界ではディアルガ達と共にギラティナと激戦を繰り広げた。
ギラティナ
タイプ：ゴースト / ドラゴン
特性：プレッシャー（アナザーフォルム）←→ ふゆう（オリジンフォルム）
技："シャドークロー"・"シャドーダイブ"・"りゅうのいぶき"・"りゅうのはどう"
第7章・第8章・第9章に登場。
この世の裏側であるやぶれた世界の主。ディアルガ・パルキアと並ぶ伝説のポケモンだが、暴れ者ゆえにこの世より追放されていた。やぶれた世界の内側と外側で姿が変化する。太陽のない世界に追放されたため、温かい光が降り注ぐ場所を切望しており、フトマキは足跡から「追放された怨み」・「破壊」・「支配」といった気持ちを読み取った。
第9章でアルセウスによって創造された。積年の恨みによりディアルガ・パルキアとにらみ合うが、サカキ・シルバーの攻撃を受け、やぶれた世界へ帰っていった。この時にやぶれた世界への入り口が開いたことでマツブサ・アオギリが現実世界に帰還した。
第7章でやぶれた世界に迷い込んでいたパカ・ウージをいたぶって遊んでいた。やりの柱の決戦直後、プルートの測定器をトウガンが奪った際に、ディアルガ・パルキアによって生み出された「中心」より現れ、アカギとディアルガ・パルキアを引き込んだ。
ディアルガ・パルキアをやぶれた世界へと引き込んだ事により、第8章にて遂に現実世界の支配に乗り出す。ハクタイシティに現れ、街に甚大な被害を与え、ダイヤ・パールと交戦するも撤退し、気絶したダイヤをやぶれた世界へと引き込んだ。その後、おくりの泉からやってきたデンジ・オーバと交戦を開始する。ついにはプルートに操られて他の伝説・幻のポケモン達と戦い、脱出のため「光が降り注ぐ場所」=ナギサシティに出た直後にシロナのガブリアスの"りゅうせいぐん"を受け気絶、再び反撃しようとしたがデンジ・オーバの連携攻撃を受け敗北を悟り、やぶれた世界へ戻っていった。
ヒードラン
タイプ：ほのお / はがね
特性：もらいび
技："マグマストーム"
第8章に登場。
ハードマウンテンに棲むポケモン。「火山のおき石」と深い関係があるとされている。
火山のおき石によって封印されていたが、バクの手違いによって目覚めプルートに操られてギンガ団残党の戦力にされた。
ハクタイシティ・やぶれた世界においてぎー（レジギガス）と交戦し敗北。その後、プルートの制御から解放されディアルガ達と共にギラティナに挑み、終結後はバクによってハードマウンテンへと帰された。
クレセリア♀
タイプ：エスパー
特性：ふゆう
技："サイコシフト"・"みかづきのまい"
第8章に登場。
まんげつ島でダークライの特性「ナイトメア」による悪夢に苦しむポケモンを助け、ミオシティの船乗り・ナミキの息子を助ける手段を求めて来たクロツグに「みかづきの羽」を与えた。現在はクロツグの手持ちとなっている。
やぶれた世界ではディアルガ達に協力し、ギラティナ・ダークライを相手した。更にクロツグの指示の下では、パールに「出る幕がない」と言わしめる程の圧倒的な実力を発揮する。プラチナを乗せて敗れた世界から脱出した。

### イッシュ地方
ボルトロス♂
タイプ：でんき / ひこう　
特性：いたずらごころ（けしんフォルム）←→ちくでん（れいじゅうフォルム）
第10章・第11章に登場。
雷を操る伝説のポケモン。ライモンジムリーダーのカミツレが幼い頃に目撃し、でんきポケモン使いを目指す切っ掛けとなった存在である。
ライモンシティのジム戦後、ブラックの前に現れ雷を落としてすぐに飛び去る。その後、ホワイトが乗車するカナワシティ行きの電車の前で、トルネロスとたまたま居合わせて激闘を繰り広げるがランドロスに諌められた。直後に七賢人ジャロの放ったモンスターボールによって3匹同時に捕獲される。シッポウシティではダークトリニティによって召喚され、トルネロス・ランドロスと共にジムリーダー達を圧倒。ハチク以外のジムリーダー5人とキダチを捕らえ、「Nの城」へ連れ去って行った。
第11章ではヴィオを排除するためPWT建設予定地に呼び寄せられ、「れいじゅうフォルム」にフォルムチェンジする。ジャイアントホールでは三剣士と戦うが、ケルディオが「うつしかがみ」を破壊した事で3匹共に強制的にけしんフォルムに戻りテラキオンに撃破されると、ダークトリニティの支配から解放されて逃げて行った。
トルネロス♂
タイプ：ひこう
特性：いたずらごころ（けしんフォルム）←→さいせいりょく（れいじゅうフォルム）
技："エアスラッシュ"
第10章・第11章に登場。
大風を操る伝説のポケモン。「れいじゅうフォルム」にフォルムチェンジすると飛行能力が向上し、飛行形態のゲノセクトにも匹敵する凄まじいスピードで飛び回れるようになる。
ホワイトが乗車するカナワシティ行きの電車の前で、ボルトロスと激闘を繰り広げるがランドロスに諌められた。
第11章では七賢人のヴィオが入手した「うつしかがみ」により、「けしんフォルム」から「れいじゅうフォルム」へ変化できるようになっている。アクロマから戦闘員達に託されて、反乱を企むジャロを倒すために派遣され合唱コンクールを控えたトレーナーズスクールに出現しラクツと激戦を繰り広げる。フタチマルとケルディオのコンビネーションに翻弄され、凍り付いたホタチが直撃して全身が凍結し戦闘不能となった。ジャイアントホールでビリジオンに撃破される。
ランドロス♂
タイプ：じめん / ひこう
特性：すなのちから（けしんフォルム）←→いかく（れいじゅうフォルム）
第10章・第11章に登場。
ボルトロス・トルネロスの2匹が田畑の農作物を荒らす時に現れて鎮める「懲らしめ役」のポケモン。
第11章ではヴィオを排除するためPWT建設予定地に呼び寄せられ、「れいじゅうフォルム」にフォルムチェンジする。ジャイアントホールでコバルオンに撃破される。
レシラム
タイプ：ドラゴン / ほのお
特性：ターボブレイズ
技："あおいほのお"・"クロスフレイム"・"りゅうのはどう"
第10章・第11章に登場。
イッシュ建国の伝説に登場する白きドラゴン。自らの意志でライトストーンに姿を変えて眠りについていたが、Nが連れていたゼクロムに反応して一瞬だけ復活した。その後ポケモンリーグでプラズマ団に怒りを露わにするブラックに反応し、「真実の英雄」と認め完全復活する。
ゼクロムとNを相手に序盤は圧倒されたが、ブラックが自分の心を感じ取った事を受けて一進一退の攻防を繰り広げ、最後は敵の一瞬の隙を突いて勝利する。ゼクロムが旅立った事で役目を終えたかのようにライトストーンへ戻ったが、その際ゲーチスの策略でブラックを取り込みどこかへ飛び去って行った。
第11章では力を振るうキュレムの元へライトストーンの状態で向かっていたが、ハイリンクの真上でホワイトの存在を感知すると急に方向を変え、合流を果たす。ライトストーン・ダークストーンの中はポケモンドリームワールドに繋がっており、2年の間取り込んだブラックはそこで生きていた。プラズマ団の手に落ちたキュレムを解放するため、ライトストーンのまま吸収されて内側から攻撃する計画を立てていたが、ゲーチスを止めるためNを連れて来たゼクロムを吸収してブラックキュレムとなったため、内側のゼクロムと外側からの同時攻撃に変更しレシラムに戻り、その時にブラックは解放された。"あおいほのお"の残り香を辿ってジャイアントホールへ向かい、一時はキュレムに吸収されるがプラズマフリゲートから落下するモンスターボールを保護した後で分離され、全てが終わった後はブラックの元を去った。
ゼクロム
タイプ：ドラゴン / でんき
特性：テラボルテージ
技："クロスサンダー"
第10章・第11章に登場。
イッシュ建国の伝説に登場する黒きドラゴン。自らの意志でダークストーンに姿を変え眠りについていたが、リュウラセンの塔にてゲーチスからダークストーンを受け取ったNによって復活、Nと連れていたポケモンに迎えられ、「理想の英雄」と認めて共に行動する。
Nの城でレシラムと交戦、序盤は圧倒していたがブラックがレシラムと心を通わせたことで互角となり、Nを助けに現れたゾロアが化けた自身に気を取られた一瞬の隙を突かれ敗北する。ブラックがゲーチスを倒したところでNと共にどこかへ旅立っていった。なぜゼクロムはダークストーンにならなかったのかは不明。
第11章では力を振るうキュレムに呼び寄せられるようにライトストーンと共にプラズマ団の元へ向かい、キュレムを操るゲーチスと対峙する。キュレムに吸収される直前、ダークストーンに戻ると同時にN・ホワイトをポケモンドリームワールドに取り込む。そしてホワイトキュレムへ変化する際に解放され、自爆したプラズマフリゲートから落下するゲーチスを空中で捕らえてハンサムへ引き渡し、全てが終わった後はNの元を去った。
コバルオン
タイプ：はがね / かくとう
特性：せいぎのこころ
技："せいなるつるぎ"・"メタルバースト"
第10章・第11章に登場。
「しるべのま」に生息しており、同士のテラキオン・ビリジオンと合わせて「三剣士」と呼ばれ、その中心的存在。テレパシーによれば古風で硬派な口調で話す。基本的に厳格な性格だが、人間に対しては時折それを通り越して傲慢な態度を見せる事もある。
利益のために争いを起こし、それにポケモンが利用される姿を目にし、かつて人間と大きな争いをした。そのため人間を一切信用しておらず、「良いニンゲン」がいることは認めているがそれでも自分達を利用する者の方が圧倒的に多いと決め付けて憤っており、良い人間の行動を目の当たりにしても頑なに人間を否定する姿勢を貫いている。
フキヨセのほらあなでブラック達と戦い、喧嘩していたトリッシュ・ショーコのポケモン達を連れ去って行くが、誤解が解けると「ちかいのはやし」へ去って行った。
ケルディオの元に向かう途中で出会ったダークトリニティがポケモンの命を蔑ろにしようとしている事を悟り、ケルディオに修行をつけた後で3匹を率いて彼らが潜伏する「P2ラボ」に向かう。ケルディオを助けてダークトリニティを一蹴して去ろうとした際、赤いゲノセクトが放ったこおりタイプの"テクノバスター"からケルディオをかばいテラキオン・ビリジオンと海中に沈んだ。
第11章では2年間ずっと氷漬けにされていたが、同じく海中遺跡に漂着したラクツがゲノセクトに指示して放ったほのおタイプの"テクノバスター"によって氷を溶かされ3匹共復活する。2年間で性格がだいぶ丸くなったらしく、感情が欠落したラクツに従う不安と不信を感じるファイツやケルディオに、プラズマ団を止めキュレムを救う目的が同じである以上、必要なのは冷静な判断と意志の強さだと諭し、ためらわず共に戦うと宣言する。そしてキュレムを追って向かったジャイアントホールでは因縁のダークトリニティと交戦、けしんフォルムに戻ったランドロスを撃破してダークトリニティに報復した。
テラキオン
タイプ：いわ / かくとう
特性：せいぎのこころ
技："せいなるつるぎ"・"ストーンエッジ"
第10章・第11章に登場。
「しれんのむろ」に生息している。ポケモンの中でもトップクラスの「突進力」を持つ。
かつて人間と大きな争いをしたため、人間を一切信用していないが、ブラックの根性は評価している。性別は科学的には不明とされているが、テレパシーによれば一人称は「オレ」であり、男性的で豪快な口調で話す。
第10章で氷漬けにされ、2年後の第11章にて復活。プラズマ団としての行動が自己満足だったのではないかと悩むファイツに、人間とポケモンがどう付き合って行くか、臆さず焦らず正解を探し続けようと諭す。その後、ジャイアントホールではボルトロスを撃破した。
ビリジオン
タイプ：かくとう / くさ
特性：せいぎのこころ
技："せいなるつるぎ"・"マジカルリーフ"・"リーフブレード"
第10章・第11章に登場。
「しさくのはら」に生息している。ポケモンの中でもトップクラスの「すばやさ」を持つ。
かつて人間と大きな争いをしたため、人間を一切信用していないが、各地を巡るうちにジムリーダー達とポケモンの関係を評価するようになった。性別は科学的には不明とされているが、テレパシーによれば一人称は「私」であり、女性的な礼儀正しい口調で話す。
ヤグルマの森を通過したブラック達の前で、激しいつむじ風を起こした。
第10章で氷漬けにされ、2年後の第11章にて復活。不安を抱えるケルディオを思いやるファイツに感謝を示した。その後、ジャイアントホールではトルネロスを撃破した。
キュレム
タイプ：ドラゴン / こおり
特性：プレッシャー←→テラボルテージ（ブラックキュレム）/ターボブレイズ（ホワイトキュレム）
技："こごえるせかい"・"コールドフレア"・"ぜったいれいど"・"フリーズボルト"
第11章に登場。
イッシュ地方に伝わる第3のドラゴン。「極低温の冷気」を操る強力な伝説ポケモン。ゼクロムとレシラムが分離した後の抜け殻から誕生し、空っぽの自分を埋めるために両者を求め、力を振るうほどに強い力で引き寄せるようになる。また、故郷というべきジャイアントホールでは更に力が強化される。
第10章時点でゼクロム・レシラムの復活に呼応するように活動を開始している。その後間も無くヴィオによって捕獲されており、2年がかりで手懐けられていた。しかしヴィオがアクロマに敗れたことで所有権がアクロマへ移り、イッシュの街を凍りつかせるための装置のエネルギー源としてアクロマ派閥に利用されている。その後は支配する権利をゲーチスに委譲され、自分の元に飛んできたゼクロム・レシラムと対峙する。
海底遺跡から脱出したラクツが持っていた「いでんしのくさび」を得てゼクロムを吸収合体してブラックキュレムとなり、プラズマフリゲートの補助なしでサザナミタウンを海ごと凍らせる威力を見せる。レシラムから解放されたブラック・ホワイトの攻撃を受けるが、Nがはじき出され攻撃できないレシラムに反撃し、ジャイアントホールへと逃走すると強力になったオーバードライブでアイリス、共に行動していた七賢人アスラと合流したブラック達を攻撃する。しかし、七賢人ロットがアクロママシーンを無効化した事で支配から「解放」され、レシラムと融合してホワイトキュレムへと姿を変えると、プラズマフリゲートを破壊すべく移動を開始したため、ブラック・ホワイト・アイリスに足止めされる。そしてゲーチスが自爆させたプラズマフリゲートからこぼれ落ちた略奪されたポケモンのボールを氷の橋を作って受け止め、分離する意味も一つになる意味も無くなりレシラムを解放し、自分を操ったアクロマを危険な存在と判断してビクティニの力を借りた強力な"ぜったいれいど"で瞬間凍結する。

### カロス地方
ゼルネアス
タイプ：フェアリー
特性：フェアリーオーラ
技："ウッドホーン"・"オーロラビーム"・"ジオコントロール"・"じゅうりょく"
第12章に登場。
命を「与える」力を持つ伝説のポケモンで、荒地を一瞬で緑地に変化させられる。テレパシー能力で人間と会話ができ、一人称は「私」。休眠する時には「大樹」に姿を変える。クノエシティにある樹齢1500年の大樹はゼルネアスが2000年前に力を与えた種が500年の時を経て芽吹き生長したものである。
アサメタウンでイベルタルと争い、同地に壊滅的な被害を与えた。この出来事がエックス達が旅に出るきっかけとなる。その後は8番道路の森で大樹となって眠りに就いていたが、洗脳されたアサメタウンの住民達に運搬されフレア団アジトに運び込まれる。「最終兵器」起動のために生体エネルギーを奪われ続けていたが、自らの声を聞き駆けつけたエックスが吸収盤を停止させた事で復活。ワイをトレーナーと認め「ぜるぜる」というニックネームを付けられた。
イベルタル
タイプ：あく / ひこう
特性：ダークオーラ
技："ゴーストダイブ"・"デスウイング"
第12章に登場。
命を「奪う」力を持つ伝説のポケモンで、緑豊かな高原を一撃で砂漠に変えてしまう威力を持った専用技"デスウイング"を使う。休眠する時には「繭」に姿を変える。
アサメタウンでゼルネアスと争い、同地に壊滅的な被害を与えた。この出来事がエックスらが旅に出るきっかけとなる。その後はゼルネアスが姿を変えた大樹の真下の地底で繭となって眠りに就いていたが、カルネとの戦いで地下にやってきたパキラによって復活し主と認めた。
その後はポケモンの村へ向かう途上のエックス達を襲撃、それを妨害するゼルネアスと再び激しい戦いを繰り広げたが、力尽きて再び休眠状態に戻った。
ジガルデ
タイプ：ドラゴン / じめん
特性：オーラブレイク（10％フォルム・50％フォルム）←→スワームチェンジ（10％フォルム・50％フォルム・パーフェクトフォルム）
技："かみくだく"・"グランドフォース"・"コアパニッシャー"・"サウザンアロー"・"サウザンウェーブ"・"ほごしょく"・"りゅうのはどう"
第12章・第14章に登場。
カロス地方に伝えられる「秩序」を司る第3の伝説ポケモンで、ポケモンの持つ莫大なエネルギーの「監視者」だと言われている。普段は｢終の洞窟｣の奥深くで暮らしているが、生態系を破壊する者の前に現れ「監視者」としての役目を遂行するとされる。「ジガルデ細胞」と仮称される緑色の影を吸収する事で出現する集合体としての存在であり、1個のジガルデ・コアと、一つひとつは意思を持たず、攻撃もしない99個のジガルデ・セルから構成されており、10%、50%、100%でそれぞれ異なる形態をとる。ゼルネアス・イベルタルとの戦いの鍵になる存在ではないかとみたグリーンが捜索を行っていた。
ヒャッコクシティにてボールジャック機能によって操られ暴走するぜるぜるの前に突如出現、自身の追跡任務を受けていたエスプリとの交戦中、回復のため緑色の「細胞の粒」を呼び寄せている隙に捕獲され彼女のボックスへと送られた。
その後ボックスから手持ちに戻され、エスプリを中継する形で出されたフラダリの指示に従いエックス・グリーン・カツラと戦う。圧倒的な力で彼らを追い詰めたかに見えたが、エックスが5個のキーストーンを使って発動した5匹同時のメガシンカにより戦況が拮抗、ゼルネアス・イベルタルが休眠に入った事で監視者としての役目を終え、細胞状態に戻って四散し姿を消した。
その後の第14章にて、100%の力を行使しないと収拾できない事態が起こると本能的に感じ取り、遠く離れたアローラ地方へ移動する。プラターヌ博士の頼みを受けてアローラ地方に向かったジーナ・デクシオの手で「ジガルデ・セル」を60匹まで集められ、また二人から依頼されたサンが「コア」を含めた残りの40匹の回収を完了。ウルトラスペースからアローラに戻った際にパーフェクトフォルムとなり、穴から落下して来たサンを受け止める。その後、同時にラナキラマウンテンにいたネクロズマと交戦し、ソルガレオ・ルナアーラと手を組んで捕獲可能まで弱らせる。

### アローラ地方
カプ・コケコ
タイプ：でんき / フェアリー
特性：エレキメイカー
第14章に登場。
メレメレ島の守り神と言われているポケモン。強力な電気を操る。
突如としてサン・ムーンの前に出現してバトルを仕掛け、何かを感じたのかサンの元に「かがやくいし」を置いてどこかへ去っていった。その翌日、コスモッグを助けようとして吊り橋から転落したムーンの前に再び姿を表し、今度は彼女の命を救う。
アローラ四島にUB（ウルトラビースト）が出現し暴れ回る中、他のカプ達とポニのさいだんを優先して現れ、サン・ムーンに「たいようのふえ」と「つきのふえ」を吹かせる。それから半年後、各地で暴れるUBを撃退するためしまクイーンのライチと共闘する。
カプ・テテフ
タイプ：エスパー / フェアリー
特性：サイコメイカー
第14章に登場。
アーカラ島の守り神と言われているポケモン。鱗粉は触れた者を元気にすると言われる。
アーカラ島のシェードジャングルにて空の裂け目から出て来ようとしたデンジュモクと交戦する。その後弱っていた隙を突いたグラジオによって捕らえられるが、サン達によって救出される。ムーン・マオが手に入れた幻のきのみを食べて回復すると彼らと戦い圧倒するが、エンがニャヒートに進化すると満足して何処かへ飛び去った。
半年後にはアセロラと共闘する。
カプ・ブルル
タイプ：くさ / フェアリー
特性：グラスメイカー
技："ふきとばし"
第14章に登場。
ウラウラ島の守り神と言われているポケモン。自ら長い時間をかけて育てた、力の源であった神聖な森を、人間達の開発でスーパーメガやすの1号店にされ、ナワバリを荒らされて店を破壊したことでも知られている。
アローラに脅威をもたらすUBを退けるためにポータウンに現れ、サン達を襲っていたズガドーンを排除し、人間が責任を持ってアローラの危機をくい止め、平穏を取り戻すと宣言したムーンからきのみを受け取る。
半年後にはカヒリと共闘する。
カプ・レヒレ
タイプ：みず / フェアリー
特性：ミストメイカー
第14章に登場。
ポニ島の守り神と言われているポケモン。
ケケンカニとハプウの戦いをかぶりつきで観戦し、サンが届けたきのみの代価にかがやくいしを渡してハプウをしまクイーンとして正式に認めた。
半年後にはハラ・ハウの援護を受けてUBと戦う。

コスモッグ
タイプ：エスパー
特性：てんねん
第14章に登場。
UBの住む異空間の穴を開ける能力を持つ。この能力は安全な世界へ避難するための能力だが、こちらの世界で身の危険を感じると、逆に危険な異空間の出口を開けてしまう事になる。カプ達がコスモッグを守るのは、それがアローラを守るためになるからである。UBと同じく本来は異空間に住んでいるが、非常に弱いポケモンなので安全に成長させるためにソルガレオとルナアーラによってアローラへと連れて行かれる。
作中では2匹登場しているが、ルザミーネのUB楽園計画においてはUBの出口を作るための存在として最重要視され、どちらも能力を引き出す実験のために人間に虐待された保護ポケモンを使ったいじめを受けていた。
1匹目はリーリエがエーテル財団から連れ出し「ほしぐもちゃん」と名付けていた個体。リーリエとは絆が結ばれており、不安に呼応して異空間への裂け目を作り出す事もあった。そしてスーパーメガやすでの「試練」をサンが達成した直後に姿を確認すると、いつのまにかコスモウムに進化していた。
2匹目はルザミーネからグズマに託されていた個体。不安からポータウンにいくつもの異空間の穴を開け、大量のUBを呼び寄せてしまう。その後はほしぐもちゃんと同じくコスモウムへ進化した。
コスモウム
タイプ：エスパー
特性：がんじょう
第14章に登場。
コスモッグの進化系。「繭」のような強大な力をたくわえるための休眠状態で、ピクリとも動かず、なにかに反応することも一切ない。
2匹とも進化した後は全く動かなかったが、ポニの大峡谷に存在する「さいだん」に近づくと活動を開始し、サンとムーンが奏でた笛の音に反応してそれぞれソルガレオとルナアーラへと進化した。
ソルガレオ
タイプ：エスパー / はがね
特性：メタルプロテクト
技："メテオドライブ"
第14章に登場。
アローラに伝わる「月と太陽の伝説」に登場するポケモンの片割れで、「太陽の使者」「太陽を喰らいし獣」と呼ばれるポケモン。オーラを介し人の心と結びつくことで強大な力をふるう。
作中では、スカル団のグズマに預けられていた2匹目のコスモッグ・コスモウムから進化した。だが、ザオボーを見つけたサンがオーラを拒んだために力を発揮できず、巨大な異空間の穴から現れたネクロズマに捕まって、サンと共に穴へと引きずり込まれてしまう。そしてネクロズマに飲み込まれて一体化され、エネルギーを吸い取られており、半年後に解放されるもメガロタワーの下に倒れて動けなくなっていた。だが、ネクロズマが開けた異世界への穴から降り注いだアローラの太陽光を浴びて復活、ジガルデ・パーフェクトフォルムと共にウルトラネクロズマと激戦を繰り広げる。敵の猛攻で一時は戦闘不能になるが、ムーンから「げんきのかたまり」を投与されて復活し、ルナアーラも加えた3匹同時攻撃で遂にネクロズマを無力化する。
その後はウルトラ調査隊の活動に協力しており、ダルスを背に乗せてグラジオのザオボー捜索を手伝っている。
ルナアーラ
タイプ：エスパー / ゴースト
特性：ファントムガード
技："シャドーレイ"
第14章に登場。
アローラに伝わる「月と太陽の伝説」に登場するポケモンの片割れで、「月の使者」「月を誘いし獣」と呼ばれるポケモン。コスモウムの進化系の一つ。オーラを介し人の心と結びつくと強大な力をふるう。
作中では、リーリエが連れていた「ほしぐもちゃん」から進化した。自分を大切にしてくれたリーリエを慕い、アローラを愛している。オーラを受け入れたムーンと共にポニのさいだんに現れたUBの群れを撃破したが、ネクロズマにさらわれたソルガレオとサンを助けるために異空間へ突入した際にムーンとはぐれ、ウルトラ調査隊の元で彼らの活動を助けていた。半年後、ムーンと再会してウルトラメガロポリスに帰って来た時にネクロズマと一体化されてエネルギーを吸い取られるが、ラナキアマウンテンで分離した後アローラの太陽光を浴びて復活。エーテルパラダイスに囚われていたムーンを救い出すと再びラナキラマウンテンに帰還し、ネクロズマを撃破した。
タイプ：ヌル→シルヴァディ
タイプ：ノーマル
特性：カブトアーマー→ARシステム
技："アイアンヘッド"・"エアスラッシュ"・"シザークロス"・"ニトロチャージ"・"ねっぷう"
第14章に登場。
グラジオが連れている謎のポケモン。特性「ARシステム」により、左目の後ろにあるスロット部分に「メモリ」をさし入れることで17種全てのタイプに変化する。正体は、UBを制御する『UBキラー』として作られた人工ポケモン。ルザミーネのUB楽園計画においては、異空間から出てきたUBを制御するために不可欠な存在として最重要視されていた。
ホクラニだけでアクジキングからリーリエを守った際に進化を遂げた。
ネクロズマ←→ 日食ネクロズマ（たそがれのたてがみ）/月食ネクロズマ（あかつきのつばさ）←→ ウルトラネクロズマ
タイプ：エスパー（通常）←→ エスパー / はがね（日食）・エスパー / ゴースト（月食）←→ エスパー / ドラゴン（ウルトラネクロズマ）
特性：プリズムアーマー（通常・日食・月食）←→ブレインフォース（ウルトラネクロズマ）
技："フォトンゲイザー"
第14章に登場。
ロトム図鑑が呟いたポケモンの正体。ウルトラ調査隊からは「かがやきさま」と呼ばれてあがめられている。ソルガレオと一体化した「日食ネクロズマ（たそがれのたてがみ）」、ルナアーラと一体化した「月食ネクロズマ（あかつきのつばさ）」、そして戦闘時のみ、脅威に対して力を高めねばならぬ時に現す「ウルトラネクロズマ」という4つの形態を持っている。
かつてはウルトラスペースのすみずみどころか、ウルトラスペースの向こう側にある世界まで照らすほどの光を放っていたが、莫大なエネルギーを管理し、自在に使えるようにと考えてコントロールを企んだウルトラ調査隊の先人と戦いになり、その結果体の一部に傷を負い、治そうにも光エネルギーが漏れ出るようになる。光を喰らわないでいると不純物がたまって黒ずみ動けなくなるので、ウルトラスペースにある光という光を食い尽くして世界から光を消し去ったが、それでもなお完治には至らず、メガロタワーの人工の光で抑えられていた。月と太陽の化身と一体化して光をもらい受けなければ傷は治らないが、脅威に感じたソルガレオ・ルナアーラはウルトラスペースから姿を消し、アローラ地方に現れて「太陽と月の伝説」になった。
ポニのさいだんに突如として出現した巨大な空間の裂け目からソルガレオを攫って一体化し、「たそがれのたてがみ」の姿となってウルトラメガロポリスに帰還。半年後にウルトラメガロポリスでソルガレオと分離し、ルナアーラを取り込んで「あかつきのつばさ」の姿に変わるとエネルギーを食い尽くす。その際にウツロイドに寄生されたルザミーネに狙われ、アローラへの出口を開けてウルトラスペースを脱出、ラナキアマウンテンへ帰還してルナアーラを解放すると、自身を脅威と認めたジガルデ・パーフェクトフォルムと交戦する。サンの加勢もあって苦戦を強いられていたが、ウルトラスペースから「ウルトラネクロZ」を所持していたダルスごと引き寄せ、これに反応してウルトラネクロズマとなる。"フォトンゲイザー"で一度はジガルデを吹き飛ばし、復活してウルトラメガロポリスから駆けつけたソルガレオをも戦闘不能に追い込むが、最終的にルナアーラ・ソルガレオ・ジガルデの総攻撃を受けて敗北。アマモに「ウルトラボール」で捕獲され、ウルトラメガロポリスで傷を完治させるために連れて帰られる。

### ガラル地方
ザシアン
タイプ：フェアリー（れきせんのゆうしゃ）←→フェアリー / はがね（けんのおう）
特性：ふとうのけん
技："ギガインパクト"・"きょじゅうざん"
第15章に登場。
「けんのポケモン」と呼ばれる伝説のポケモン。本気になったムゲンダイナを止めるため、ナックルシティのエネルギープラント最上階に現れた。
「くちたけん」によって「れきせんのゆうしゃ」から「けんのおう」といわれる真の姿にフォルムチェンジし、ブラックナイトを起こしたムゲンダイナを撃破した。
ザマゼンタ
タイプ：かくとう（れきせんのゆうしゃ）←→かくとう / はがね（たてのおう）
特性：ふくつのたて
技："ギガインパクト"・"きょじゅうだん"
第15章に登場。
「たてのポケモン」と呼ばれる伝説のポケモン。ムゲンダイナを止めるためザシアンとナックルシティに現れた。
「くちたたて」によって「れきせんのゆうしゃ」から「たてのおう」といわれる真の姿にフォルムチェンジし、ムゲンダイナを撃破した。
ムゲンダイナ
タイプ：どく / ドラゴン
特性：プレッシャー
技："かえんほうしゃ"
第15章に登場。
かつてガラル地方に「ブラックナイト」を引き起こした伝説のポケモン。胸のコアで大地から湧き出すエネルギーを吸収し、強大なパワーの源としている。
約2万年前に隕石と共にガラル地方に飛来し、3千年前に活動後、現代までナックル地下で眠っていた。ローズがビートに集めさせていたねがいぼしをエサに再活動化、ガラル地方全土でダイマックスを引き起こし、ナックルスタジアム上空から姿を現す。
「くちたけん」と「くちたたて」を持っていたソッド・シルディに一瞬ひるんだが容易く倒し、その後ローズやジムリーダー、ホップ・マリィ達の攻撃を受けて本気になり、圧倒的な力を振るう。ザシアン・ザマゼンタの攻撃とぶつかった時に発生したエネルギーの衝撃と毒で、ジムリーダーやダンデを昏睡状態に陥らせ姿を消した。

### パルデア地方
ミライドン
タイプ：でんき / ドラゴン
第16章に登場。
主人公のバイオレット・ラングが、グレープアカデミーに入学する前に出会った謎のポケモン。当初は力を失っていたが、バイオレットがサンドウィッチを与えた事で少し元気になり彼に懐き、以後は彼のライドポケモンとして旅に同行する。サンドウィッチが好きで、秘伝スパイスが入ったサンドウィッチを食べさせる事で能力が戻って行く為、バイオレットは「ミライドンの能力を取り戻す事」を目的に、ペパーとスパイス集めをしている。また、ボタンにも懐いている。

## 幻のポケモン
ミュウ
タイプ：エスパー
特性：シンクロ
第1章・第5章に登場。
第1章の第1話から登場するポケモンであり、タイトルのVS○○の○○に最初に名前の入ったポケモンである。
全ポケモンの遺伝子を持つと言われており、かつて究極のポケモン製造計画を進めるロケット団から睫毛を採取され、その細胞を元にミュウツーが生み出された。
マサラタウン近くの森でグリーンのヒトカゲと対戦するが、グリーンはミュウの方が強いと判断してヒトカゲを引っ込め、次にレッドがニョロゾで攻撃をしかけるが簡単に倒してどこかに消えていった。タマムシシティではミュウツー計画を進めるロケット団に狙われるが、レッドの活躍によって捕獲は阻止され、またどこかへ消えていった。その後は第1章のラストに登場し、第9回ポケモンリーグでのレッドとグリーンの試合を見物していた。
第5章では終盤で、暴走したロケット団の飛空艇の墜落を防いだ。滅多に姿を見せないが、第6章では普段は「さいはてのことう」にいる事が言及された。
セレビィ
タイプ：くさ / エスパー
特性：しぜんかいふく
第3章・第4章・第9章に登場。
ときわたりという能力によって、時間移動ができるポケモン。時を超え、過去の出来事を変える事も可能。また、重い病を治すため幾つもの障害を乗り越えた人とポケモンに治療法を授けた伝承があり、これがポケスロンの起源となっている。
第3章では、ときわたりの能力に目をつけた「仮面の男」に狙われている。終盤で「仮面の男」に捕獲されるも、ゴールドの活躍により解放された。
第4章ではルビーの「6匹目」として登場。序盤から伏線が張られていたが終盤で本格的に登場し、ルビーとサファイアを別の時間軸（2人の関係者が死ななかった世界）に飛ばし、ルビーの元から去っていった。
なお、第3章では「ルギアとホウオウの羽を使ったキャプチャーネットが使用されているボールでしか捕獲できない」と語られているが、ルビーの元にいた時には自分の意志で普通のモンスターボールに入っていた。この戦いでマツブサ・アオギリから取り返した紅色・藍色の宝珠は欠片となり、第5章でデオキシスのフォルムチェンジに利用される。
第9章では、ヤナギが時空のはざまで生かされて脱出できた経緯やルビーのモンスターボールに入った事が明かされた上、ロケット団の中隊長のリョウ・ケン・ハリーがウバメの森で手に入れた薬をサカキに届ける役割を果たす。
デオキシス
タイプ：エスパー
特性：プレッシャー
技："サイコブースト"・"じこさいせい"・"スキルスワップ（「個体・弐」）"
第5章・第13章に登場。「個体・壱」と「個体・弐」が存在している（「個体・壱」はブルーの両親とオーキド博士を攫うために登場）。
レーザー光線によって変化した宇宙ウイルスが、隕石グラン・メテオに付着して地球に来たという。トクサネ宇宙センターで保管されていたが、災害の混乱の最中ロケット団に盗み出された。ブラックホールによる空間転送が可能で、「個体・壱」はこの能力を使いブルーの両親を攫った。
状況に応じてノーマル・アタック・ディフェンス・スピードの4種類のフォルムを使い分ける。
フォルムチェンジはその土地の風土の影響を受け、ホウエン地方ではノーマル・スピード、カントー地方ではアタック・ディフェンスのフォルムのみ可能となる。ロケット団は紅色・藍色の宝珠の欠片である「ルビー」と「サファイア」の力でカントーにホウエンの風土を再現し、自由にフォルムチェンジできるようにした。
「個体・弐」は、脱走を試みた際にサカキがレッドとの戦闘で得た「レッドの血」を被り、その影響でレッドと共に共鳴を起こす。その後はサカキのパートナーとなり、レッド・ミュウツーのコンビと戦った。フォルムチェンジを駆使してミュウツーを追い詰めるも、「ルビー」と「サファイア」をエネルギー増幅器ごと5の島に放置していたためマサキに取り戻され、フォルムチェンジの制限により敗れた。
敗戦後はイエローからその出自が語られ、レッドと共に行動。最後は放置されて行方不明になっている「個体・壱」を探すため、レッド達と別れた。
捨てられた｢個体・壱｣は宇宙空間へ去っていた事が第13章で判明する。自分を生み出しておきながら廃棄した恨みからサカキを狙い、復讐のために超巨大隕石グランメテオΔと共に彼の下に向かったことが、惑星崩壊の危機の真相であった。レックウザによって胸のコアに攻撃を受け倒された。
ジラーチ
タイプ：はがね / エスパー
特性：てんのめぐみ
技："ねがいごと"・"はめつのねがい"
第6章に登場。
1000年に1度、7日間だけ目覚めるとされ、手に入れたトレーナーはどんな願いでも叶うと伝えられる。
願いを叶えるには、腹部にある「第3の目」と目を合わせることが必要であり、目覚めて7日経つか3つの願いを叶えると再び1000年の眠りにつく。願いが聞き入れられた時は、頭の短冊に古代文字でその内容が浮き出る。眠っている間は星型正多面体の結晶に守られている。
作中ではガイル・エメラルド・エニシダの願いを叶えた。
第6章で叶えられた願い
- 全てを呑みこむ海の魔物を出現させること（ガイル）
- 図鑑所有者達（レッド・グリーン・ブルー・イエロー・シルバー）の石化を解くこと（エメラルド）
- バトルフロンティアに初日から10万人の客が来ること（エニシダ）

ダークライ
タイプ：あく
特性：ナイトメア
技："あくのはどう"・"さいみんじゅつ"・"ダークホール"
第7章・第8章に登場。
第5章でSaqueが再びデオキシスを捕らえようとした時に繰り出したポケモン。この時は正体は不明だったが、第7章で明かされた。手持ちになった経緯は不明。このダークライとミュウツーの衝突により、レッド・グリーン・ブルー・イエロー・シルバーは石化してしまった。
第8章で正式に登場。特性"ナイトメア"により、自分の意志に関係なく周囲の者に悪夢をもたらしてしまう。Saqueにさえもその力を制御する事は遂にできず、「手に負えない」として「やぶれた世界」に放たれた。後にプルートに捕獲のための手駒として操られるも無事解放され、安らげる場所を求めて去っていった。
シェイミ
タイプ：くさ（ランドフォルム）←→くさ / ひこう（スカイフォルム）
特性：しぜんかいふく（ランドフォルム）←→ てんのめぐみ（スカイフォルム）
技："シードフレア"・"なやみのタネ"
第8章に登場。
224番道路でマイの思いを感じ取り、現れたポケモン。ダイヤ達3人に対するアカギの感謝の心を受け取り、体の花が開いた。"なやみのタネ"でダークライの悪夢を無効にし、更にマイが所持していた「グラシデアの花」によって「スカイフォルム」へと変化し、ギラティナの表の世界への脱出を妨害した。終結後は、マイといる事を選んだ模様。
マナフィ
タイプ：みず
特性：うるおいボディ
第8章のエピローグに登場。
ハンサムがイッシュ地方へ向かう直前に、ダイヤ達へ手渡されたタマゴから孵ったポケモン。先の任務地だったフィオレ地方のポケモンレンジャーから預かり、シンオウ地方のトレーナーに渡すように言われていた。
マナフィについてはプルートメモに詳しい記述がなされていなかったが、第6章でガイルが手に入れようと考えていた。また、ウラヤマ氏の屋敷にはマナフィの絵が飾ってある。
フィオネ
タイプ：みず
特性：うるおいボディ
技："ハートスワップ"（ゲームでは覚えない）
第8章のエピローグに登場。
育て屋に預けられて孵ったマナフィの傍らで見つかった、もう一つのタマゴから孵ったポケモン。現在はダイヤ達3人が育てる名目で預かっている。マナフィ同様にプルートメモに詳しい記述がなかった。
アルセウス
タイプ：ノーマル
特性：マルチタイプ
技："さばきのつぶて"
第9章に登場。
あらゆるポケモンの創造主といわれる、幻のポケモン。プレートの力を失い、人間との関係の変化に絶望し眠りについていた。シンオウにて下界に引きずりおろされた時点で人間に見切りをつけようとしていた。
アポロの手でシンオウ地方にて甦り、ジョウト地方・38番道路でクリスタルと4将軍の前に姿を現す。クリスタルに一瞬捕獲されかけるが逃走し、エンジュジムの上半分を丸ごと吹き飛ばす。
その後はアルフの遺跡に向かい、ゴールドを自ら作り上げた領域に閉じ込めて戦い、4将軍・シルバー・クリスタルをも巻き込みシント遺跡へと移動するが、アポロに捕らえられる。全てのプレートの力を取り戻し、後に第7章や第8章でも登場する、ディアルガ・パルキア・ギラティナを創造する。シンオウとジョウトを繋ぐ非常に特殊で不安定な領域であるシント遺跡で伝説の3匹が争うことで、ジョウト地方とシンオウ地方が崩壊する寸前になるが、これは人間が崩壊を食い止められるかを懸けるための行動であり、ゴールドとの交戦を経て、彼がトゲたろうと向き合った事を認めると、飛び去って行った。
ビクティニ
タイプ：エスパー / ほのお
特性：しょうりのほし
技："Vジェネレート"
第10章・第11章に登場。
ビクティニを連れたトレーナーはあらゆるバトルに勝利できるという言い伝えで知られ、触れた相手にエネルギーを与える。
とある大富豪により200年前に起こった自分を求める者達による争いを避けるため、リバティガーデン島の灯台地下に匿われていた。しかし、保護を掲げるプラズマ団の襲撃を受け、瀕死寸前になる。しかし、調査のために島を訪れたブラック達に力を貸してプラズマ団を撃退し、そのまま姿を消した。
第11章の終盤で再登場。ブラックのウォーに助けられた恩を感じており、ライトストーンからウォーが解放されたのを感じ取ってジャイアントホールへと現れる。そしてウォーと共闘していたラクツを味方と判断し、赤いゲノセクトを失ったアクロマを撃破した後、報復しようとするキュレムにエネルギーを与えた。
メロエッタ
タイプ：ノーマル / エスパー（ボイスフォルム）←→ノーマル/かくとう（ステップフォルム）
特性：てんのめぐみ
技："いにしえのうた"
第10章に登場。
その特殊な声から発せられる歌声には周囲の者の感情を操る程の力があり、メロエッタにインスピレーションを受けて作られた名曲は少なくないという。"いにしえのうた"を使うことでフォルムチェンジし、ステップを踏むように戦う。
ヒウンシティの「いこいのしらべ」に現れるが、バルチャイに襲撃される。ギタリストの代わりにベルが弾いたギターの音に反応して"いにしえのうた"を歌い、フォルムチェンジしてバルチャイの群れを圧倒し、ベルの進む道を見つけるきっかけを作った。
ケルディオ
タイプ：みず / かくとう
特性：せいぎのこころ
技："こごえるかぜ"・"しんぴのつるぎ"・"せいなるつるぎ"
第10章・第11章に登場。
コバルオン・テラキオン・ビリジオンの弟子で彼らを「先輩」と慕う。美しい水辺に現れると言われる。性別は科学的には不明とされているが、テレパシーによれば一人称は「ボク」であり、少年のような少々幼い口調で話す。
「ちかいのはやし」で修行をしながら師を待ち続けており、到着した彼らから最後の指導を受けて「剣」を完成させる。P2ラボではダークトリニティ相手に苦戦するデント・ポッド・コーンを見かねて助太刀に入り窮地に陥るが師たちに救われる。
第11章にも登場。師を失ってからも「ちかいのはやし」を守り続けている。フタチマル以外に他のポケモンを捕まえない考えを持つラクツからもその実力を見込まれ「技の習得を手伝う」ことを条件にラクツによって捕獲され、2番目の仲間として「ケルデマル」の名を与えられている。
海底遺跡で感情が欠落しているラクツに不安と不信を抱くが、先輩から戦う理由と戦う相手を見極め、己を脅かす最も強大な敵に立ち向かえと厳しく諭されて、コバルオン達先輩を凍らせたアクロマの赤いゲノセクトを使役されたまま放置する事が最大の脅威だと判断して「かくごのすがた」にフォルムチェンジし、アクロマが保有する「うつしかがみ」を破壊する事で間接的に先輩達の勝利に貢献した。
ゲノセクト
タイプ：むし / はがね
特性：ダウンロード
技："テクノバスター"
第10章・第11章に登場。
3億年前に絶滅した虫ポケモンを復活させ、プラズマ団が改造を施した事で産まれたポケモン。形態変化が可能で飛行形態では目にも留まらぬ速度で飛び回り、攻撃形態では背中から砲身が現れ"テクノバスター"を使用する。
第10章ではP2ラボで待機しており、コバルオン達に苦戦するダークトリニティによって解放され、コバルオン達を氷漬けにした。その後はアクロマの移動要員になっている。
第11章でも登場。アクロママシーンの実験で操られラクツと交戦し、「ゴージャスボール」で捕獲された。
第10章におけるアクロマがフードマンとしての飛行手段や、コバルオン達を氷漬けにしたのはアクロマが育てた色違いの赤いゲノセクトだと判明する。ラクツの捕獲したゲノセクト・ケルデマルと空中戦の末、ラクツの捨て身の作戦で銃口を暴発させられシュバルゴと相打ちになる。
ディアンシー←→メガディアンシー
タイプ：いわ / フェアリー
特性：クリアボディ←→マジックミラー
技："ダイヤストーム"・"マジカルシャイン"・"ムーンフォース"
第12章・第13章に登場。
通称：「ロイヤルピンクプリンセス」。ダイヤモンドを作り出す能力を持つポケモン。非常に美しく可憐な姿をもつが、幻とされるだけはあり戦闘力も高くグラードン・カイオーガを2匹同時に吹き飛ばす実力を持つ。
第12章でフレア団に雇われた宝石泥棒に狙われるが、コンコンブルとコルニ・カルネと出会い、共闘して撃退。その後、仲間のメレシー達と別の土地へ旅立つ。
第13章で隕石の直撃で負傷し自分が住んでいる島に漂着したルビーとラティオスの手当てをする。その外見からルビーを虜にした。その後、彼らと共に島を出発する。グランメテオΔ消滅後はフーパが見つけてくれた「ディアンシナイト」によりメガシンカしてルビーとコンテストライブに参加、その翌日ダイゴに連れられてカロス地方へと向かった。
フーパ
タイプ：エスパー / ゴースト
特性：マジシャン
第13章に登場。
体についているリングを通して遠くのものを取り寄せたり遠くへ移動する能力を持つポケモン。イタズラ好きで負けず嫌いな性格。ワープ能力は宇宙空間まで影響下にあるが、周囲に物が多いところでは思い通りに物を取り寄せられない事がある。
シーキンセツに現れエメラルドを襲撃し、ダイゴのメガメタグロスと接戦を繰り広げ姿を消した。ヒガナがシーキンセツを襲撃した際、サファイアとムクゲの意思を組んで彼女をトクサネシティに送り届けた。その後はエメラルドに懐き行動を共にしていたが、ホカゲの挑発に乗せられグラードンとカイオーガを呼び寄せてしまう。その後はエメラルドの指示に従いルビー親子をジョウト地方へ送り出し、それからサファイアの捜索を行う。ルビーとレックウザをジョウト地方からホウエン地方の120番道路へと送り届けた直後、ゲンシグラードンとゲンシカイオーガが無理矢理自分のリングを通り抜けていった事が負担になり倒れたが、無事に回復し仲良くなったディアンシーのためにメガストーンを見つけた。
マギアナ
タイプ：はがね / フェアリー
特性：ソウルハート
技：フルールカノン
第12章に登場。
500年前、科学者によって作られた人造ポケモン。ゆえに世界に1匹しか存在しないと言われる。第12章の後日談でミアレシティに登場し、美術館の企画展で生みの親の肖像画と対面しようとしたがクセロシキが過去に製作した「0号スーツ」に狙われて戦い、美術館を荒らした。その後、トロバの前に現れてワイから預かっていたポケモン図鑑から情報を知られ、再び美術館に現れた所を取り押さえようとしたクロケアやコンコンブルの弟子に攻撃されるが、トロバのフラージェスに庇われて外に逃げ出し、0号スーツのガメノデスと戦い倒した後、美術館に「ずっといていい」と許可された。

## ウルトラビースト
ウツロイド（UB01 PARASITE）
タイプ：いわ / どく
特性：ビーストブースト
第14章に登場。
半透明で電灯の傘のような頭から何本もの触手がたれ下がっている。人間やポケモンに寄生する性質があり、特に強い不安や緊張を持つものを選び取る。そして寄生されたものは強い毒に冒され、毒によって不安や緊張は幸福と快楽に変わる。国際警察の資料には存在しないUB（ウルトラビースト）。本来の生息地であるウルトラディープシーにいるときは大人しく、眠っている者の周りに集まってくる程度で、ウツロイドの方から積極的に攻撃してくる事はない。
アローラ地方の各島のキャプテン達がウラウラ島のポータウンのスカル団のアジト「いかがわしきやしき」に乗り込んだ際、コスモッグが開いた穴から他のUBと現れ、グズマを連れ去る。グズマをポニ島に投げ出した後でルザミーネに捕獲され、共生して欲望を増幅させた。半年後には他にもエーテル財団で捕獲された複数の個体がラナキラマウンテンの警備に回されていたが、マーマネとマーレインに撃破される。またエーテルパラダイスから逃亡を謀ったザオボーの、ダラーへの怯えに反応して同種の群れが現れ、ザオボーを連れ去った。
マッシブーン（UB02 EXPANSION）
タイプ：むし / かくとう
特性：ビーストブースト
第14章に登場。
赤く筋骨隆々とした体格が特徴のUB。
メレメレの花園にて、メレメレ島を捜索していたカヒリを襲い、ゴルフクラブを折り曲げた。半年後には複数の個体がエーテル財団に利用され、1匹はポニ島のエンドケイブでカプ・レヒレとハラ・ハウと戦い、その他にもラナキラマウンテンを警備していた。
フェローチェ（UB02 BEAUTY）
タイプ：むし / かくとう
特性：ビーストブースト
第14章に登場。
全身真っ白で、長い触角と、ベールのような翅を纏っているUB。多彩な足技と素早い動きが武器。
アローラ地方の各島のキャプテン達が「いかがわしきやしき」に乗り込んだ際にウルトラホールから現れ、キャプテン達だけでなくスカル団の下っ端達も見境なく襲う。カキのアローラガラガラやマオのアマイコを倒し、サンがジーナから貰ったばかりの通信用メカヤヤコマを破壊し、壁の外に出るとアーカラ島へと上陸。半年後には複数の個体がエーテル財団に利用されてラナキラマウンテンを警備していたが、特訓を積んだカキとマオに撃破された。
デンジュモク（UB03 LIGHTNING）
タイプ：でんき
特性：ビーストブースト
第14章に登場。
トゲトゲの電球のような頭にケーブルを束ねたような手足と尾を持つUB。国際警察の資料には存在しないUB。名称は当初は「ケーブルを束ねたみたいなヤツ」とキャプテンのマオから呼ばれていたが、ピカピカと稲妻を放っていた事から名称を名付けられた。
アーカラ島のシェードジャングルにて空の裂け目から出ようとした時、カプ・テテフと交戦する。ムーンが捕獲を試みるが裂け目が閉じて消えた。ポータウンには他のUBから少し遅れて姿を現し、サンやムーンだけでなく自分を呼び出したスカル団にも攻撃を加えた。半年後には複数の個体がエーテル財団に利用されてラナキラマウンテンを警備していたが、特訓を積んだイリマとマツリカに撃破された。
テッカグヤ（UB04 BLASTER）
タイプ：はがね / ひこう
特性：ビーストブースト
第14章に登場。
UBの中でも特に巨大であり、金属のような緑色の体は屋敷ほどの高さがある。体から離れた柱のような2本の腕から光弾を発射する。
ポータウンに現れるとスイレンのオニシズクモやアセロラのスナバァを倒し、壁の外に出るとリサイクルプラントを破壊してマリエシティに向かったが、タイプ：ヌルに撃破された。それから半年後には複数の個体がポニ島で確認されており、海中に潜み島に近づこうとする者を迎撃していた。また、複数の個体がエーテル財団に利用されてラナキラマウンテンを警備し、カプ・ブルル、カヒリと戦う。
カミツルギ（UB04 SLASH）
タイプ：くさ / はがね
特性：ビーストブースト
第14章に登場。
白いカミソリのような体を持つUB。
メレメレ島に出現し、メレメレの花園で捜索していたカヒリを襲い、その後、メレメレ島で会合を行っていたしまキング・しまクイーンを襲撃した。また、複数の個体がエーテル財団に利用されてラナキラマウンテンを警備し、カプ・テテフに誘導されてアーカラ島に分散させられ、アセロラと戦う。
アクジキング（UB05 GLUTTONY）
タイプ：あく / ドラゴン
特性：ビーストブースト
第14章に登場。
テッカグヤに次ぐ巨体を持つUB。全身の大きな口でバリケードや木まで噛み砕いては飲み込んでしまう。
ポータウンに現れるとイリマのヤングースやハウのアシマリを倒し、壁の外に出るとリサイクルプラントを破壊してマリエシティに向かったが、シルヴァディに撃破される。また、半年後には複数の個体がエーテル財団に利用されてラナキラマウンテンを警備し、カプ・コケコにメレメレ島へと誘導されてライチと戦う。
ズガドーン（UB05 BURST）
タイプ：ゴースト / ほのお
特性：ビーストブースト
技："ビックリヘッド"
第14章に登場。
最初から頭と体が繋がっていないので頭部への攻撃は効果が薄く、「BURST（爆発）」の名前の通り、使用したほのおタイプの技は"はじけるほのお"のような爆発へ変わるので胴体への攻撃もこれで防ぐ。特に"ビックリヘッド"は辺り一面を吹っ飛ばす威力を誇る。そのため、見える場所からの攻撃はほぼ通用せず、有効なダメージを与えるには気づかれないうちに見えない場所から攻撃する必要がある。
ウラウラ島・ポータウンでサンの手伝いを受けてリラが捕獲しようとするが失敗し、サン達を攻撃しようとした際にカプ・ブルルに吹き飛ばされ、そのままポニ島を目指す。半年後には複数の個体がエーテル財団に利用されラナキラマウンテンを警備していたが、スイレンとハプウによって撃破される。
ツンデツンデ
タイプ：いわ / はがね
特性：ビーストブースト
技："いわなだれ"
第14章に登場。
建造物に擬態するUB。目がついたレンガのような体が幾つも集まっており、絶えずあちこちの目を開けて周りを見ているので死角がない。
ウルトラメガロポリスでサン・ムーン・アマモを襲い、ルナアーラに攻撃された後にネクロズマを狙うルザミーネに応戦するためサンがウルトラボールで捕獲し「レイ」とニックネームを付けられた。
ベベノム→アーゴヨン
タイプ：どく（ベベノム）→どく / ドラゴン（アーゴヨン）
特性：ビーストブースト
第14章に登場。
尻尾から毒液を噴射するUB。ウルトラ調査隊に心やすく接するUBで、ベベノムは特にアマモに懐いている。アーゴヨンは最初手持ちという形ではなく、協力を要請して助けて貰う様な関係だったが、調査隊の隊長シオニラの依頼でルザミーネが捕獲した。